# Houston Mavericks
Die Houston Mavericks waren eine US-amerikanische Basketballfranchise aus Houston, Texas und Gründungsmitglied der American Basketball Association. 

## Ursprünge
Die Mavericks waren eine der ersten Franchises der ABA und wurden mit der Liga am 2. Februar 1967 ins Leben gerufen. Einer der frühen Eigner der Mavericks war Bud Adams, der die Houston Oilers in der American Football League besaß.

## 1967–1968
Ihre erste Spielzeit beendeten die Mavericks mit 29 Siegen und 49 Niederlagen, was sie auf Platz vier in der Western Division brachte. Sie spielten im Sam Houston Coliseum vor durchschnittlich 1543 Zuschauern. Willie Somerset und DeWitt Menyard spielten beim All Star Game mit. Art Becker wurde für das All ABA Team benannt. Die finanziellen Probleme wogen schwer, so übernahm die ABA die Mannschaft und machte Transaktionen, um die Kosten zu begrenzen. Die Mavericks verloren gegen die Dallas Chaparrals in den Divisionshalbfinals der Playoffs mit 0:3.

## 1968–1969
Ihre zweite Saison beendeten die Houston Mavericks mit 23 Siegen und 55 Niederlagen. Willie Somerset nahm wieder am All Star Game teil. Während der Saison wurde eine Gruppe um James C. Gardner, den späteren Commissioner der ABA, neuer Eigner der Mannschaft. Der Zuschauerschnitt lag bei 1147 Zuschauern, wurde aber oft beschönigt. Oft kamen weniger als 100 Zuschauer zu den Heimspielen. Ihr letztes Spiel machten die Mavericks am 2. April 1969 vor nur 89 Fans. Sie besiegten dabei die New York Nets mit 149:132. Ein weiterer bemerkenswerter Wert waren die 43 verwandelten Freiwürfe in Folge. Die Serie begann mit sieben in Folge bei einem Sieg nach zwei Verlängerungen gegen die Minnesota Pipers am 16. Januar 1969, setzte sich fort mit 36 in Folge bei den New York Nets tags darauf und endete am 18. Januar mit dem ersten Freiwurf gegen die Kentucky Colonels. Diese Freiwurfserie sowie die Freiwurfserie in einem Spiel sind bis heute ein ungebrochener Rekord im Profibasketball. Die Mavericks beendeten die Saison auf Platz sechs in der Western Division und schafften es nicht in die Playoffs.

## Abschließendes
Nach dem Ende der Saison 1968/69 zog das Team nach North Carolina, um als Carolina Cougars weiterzuspielen. Nach ein paar Jahren in North Carolina zog die Mannschaft St. Louis, Missouri und nahmen als Spirits of St. Louis am Spielbetrieb teil. Nach der Saison 1975/76 wurde die Mannschaft nach Salt Lake City, Utah umgesiedelt, um als Utah Rockies weiterzuspielen, aber die Vereinigung von ABA und NBA schloss nicht die Spirits/Rockies und die Kentucky Colonels ein, so wurde die Mannschaft aufgelöst und die Spieler in einem Draft verteilt.